# Handräckning (polis)
Handräckning är en åtgärd inom det svenska polisväsendet som innebär att polisen biträder en annan part.
Socialtjänsten kan begära handräckning av Polismyndigheten för att verkställa ett beslut om vård eller omhändertagande enligt LVU 43 § Polismyndigheten skall lämna biträde för att på begäran av 
1. socialnämnden eller nämndens ordförande eller rätten bereda en läkare, som avses i 32 §, tillträde till den unges hem eller för att föra den unge till läkarundersökningen,
2. socialnämnden eller någon ledamot eller tjänsteman som nämnden har förordnat genomföra beslut om vård eller omhändertagande med stöd av denna lag,
3. Statens institutionsstyrelse efterforska och återhämta den som vårdas vid ett hem för särskilt noggrann tillsyn på någon grund som anges i 3 §, om den unge har avvikit från hemmet, eller för att ombesörja någon annan förflyttning av honom eller henne.